# Ander Barrenetxea (voetballer)
Ander Barrenetxea Muguruza (San Sebastian, 27 december 2001) is een Spaans voetballer die doorgaans als aanvaller speelt. Hij stroomde in 2018 door vanuit de jeugd van Real Sociedad.

## Clubcarrière
Barrenetxea kwam op twaalfjarige leeftijd terecht in de jeugdopleiding van Real Sociedad. In december 2018 werd zijn contract verlengd tot 2025. Op 22 december 2018 debuteerde de Bask op zestienjarige leeftijd in de Primera División, tegen Deportivo Alavés. Hij was de eerste speler sinds Antoine Griezmann in 2009 die debuteerde voor het eerste elftal van Real Sociedad nog voor dat hij zijn debuut voor het tweede elftal had gemaakt. Op 12 mei 2019 maakte hij zijn eerste competitietreffer, in een thuiswedstrijd tegen Real Madrid. In 2023 haalde hij op 21-jarige leeftijd de kaap van 100 wedstrijden voor zijn club.

## Interlandcarrière
Barrenetxea maakte deel uit van verschillende Spaanse nationale jeugdelftallen. Hij won met Spanje –19 het EK –19 van 2019.

## Erelijst
| Competitie            | Aantal        | Jaren         |               |               |
| Real Sociedad         | Real Sociedad | Real Sociedad | Real Sociedad | Real Sociedad |
| --------------------- | ------------- | ------------- | ------------- | ------------- |
| Copa del Rey          | 1x            | 2019/20       |               |               |
| Spanje –19            |               |               |               |               |
| Europees kampioen –19 | 1x            | 2019          |               |               |